# San Sebastián de los Ballesteros
San Sebastián de los Ballesteros – gmina w Hiszpanii, w prowincji Kordoba, w Andaluzji, o powierzchni 9,65 km². W 2011 roku gmina liczyła 833 mieszkańców.